# 东峪村造像
东峪村造像，位于山西省晋城市沁水县城东90公里东峪村东土岗，是中华人民共和国山西省文物保护单位之一。
1965年5月24日，授予山西省文物保护单位，是一座石窟寺及石刻。